# Lentipes crittersius
Lentipes crittersius är en fiskart som beskrevs av Watson och Allen, 1999. Lentipes crittersius ingår i släktet Lentipes och familjen smörbultsfiskar. Inga underarter finns listade i Catalogue of Life.